# Ion Petre Stoican
Pour les articles homonymes, voir Petre.
 (août 2022).
Ion Petre Stoican (né en 1930 à Oltenița et mort en 1994 à Constanța) était un violoniste roumain, plus exactement un lăutari, un interprète de musique traditionnelle souvent exécutée lors des cérémonies de mariage.

## Biographie
Stoican est originaire de Oltenița, en Roumanie.
Peu avant 1965, sous le régime de Gheorghe Gheorghiu-Dej, ayant observé le comportement étrange d'un homme dans le public devant lequel il se produisait quelque part sur la côte de la Mer Noire, Stoican aida à arrêter un espion américain. À la suite de cette affaire, une récompense sous la forme d'une maison ou d'une voiture lui fit offerte, mais il demanda à la place la possibilité d'enregistrer un disque. Le résultat fut un EP sur le label roumain Electrecord, sur lequel il fut accompagné par un groupe de musiciens du label. L'enregistrement ne fut cependant pas un succès commercial. Après une brève tentative en tant que lăutari à Bucarest – où il n'avait aucune famille – il s'installa à Constanţa, où il connut plus de succès.
Dans le milieu des années 1970, Stoican tenta une nouvelle fois de s'installer à Bucarest. En 1977, il produisit un nouveau disque sur le même label que précédemment, en prenant soin cette fois de choisir lui-même les musiciens qui l'accompagnèrent. Lui et le trompettiste Costel Vasilescu, se reposant sur le prestige de Stoican en tant que contre-espionneur sinon comme violoniste, réussirent à constituer un groupe à succès de la scène musicale de Bucarest de l'époque. L'album contient des contributions du joueur de cymbalum Toni Iordache, qui participa en outre à de nombreux arrangements, ainsi que de l'accordéoniste Ionica Minune. Les 14 membres du groupe excepté Iordache et Stoican ne furent cités seulement sous l'appellation « orchestre du peuple » plutôt qu'individuellement sur la version originale du label. Une photographie a toutefois permis de les identifier individuellement par la suite.
En 1986, le producteur allemand Henry Ernst du label Asphalt Tango Records, découvrit le LP de Stoican de 1977 dans un magasin de disques d'une petite ville de Transylvanie. À la suite de cela, il entreprit des négociations avec Electrecord en 2002 afin de permettre une ré-édition. Les bandes furent difficiles à retrouver, mais un album CD fut finalement publié en 2005 sous le titre Ion Petre Stoican: Sounds from a bygone age, Volume. 1.

## Discographie
- Un EP de 4 pistes, publié originellement chez Electrecord en 1966
- Un album, publié dans un premier temps comme LP chez Electrecord, en 1977, 'Ion Petre Stoican muzică lăutărească', ré-édité en 2005 sous forme de CD sur le label Asphalt Tango Records, sous le nom Ion Petre Stoican: Sounds from a bygone age, Volume. 1.

### Détails de l'albumIon Petre Stoican: Sounds from a bygone age, Volume. 1
Musiciens
- Ion Petre Stoican - violon
- Nicu Sapteluni - violon
- Marian Grigore - violon
- Matei Niculescu - violon
- Mihai "Rita" Gheorghe - doublebass
- Fane Negrila - doublebass
- Ionică Minune - accordéon
- Viorel Fundament - accordéon
- Guță "Toi" Vasile - violon
- Toni Iordache - cymbalum
- Mieluță Bibescu - clarinette
- Grigore Vasile - clarinette
- Costel Vasilescu - trompette
- Nicu Manole - violon

Pistes
1. Hora lui Sile 03:33
2. Hora de la Constanţa 02:39
3. Moşule, te-aş întreba 04:36
4. Hora de la Olteniţa 02:37
5. Ia-ia-ţi mireasă, ziua buna 08:33
6. Hora lui Mihalea 02:32
7. Chiar dacă dau de necaz 02:45
8. Melodia lui Sile 02:15
9. Hora lăutareasca 03:11
10. Briu din Olteniţa 01:45
11. Hora de joc de la Olteniţa 01:39
12. Hora 02:40
13. Sîrba de joc din Constanţa 02:35
14. Hora de la Luceni 01:29
15. Sîrba 02:08